# 바하마깔때기귀박쥐
바하마깔때기귀박쥐(Chilonatalus tumidifrons)는 깔때기귀박쥐과 킬로나탈루스속(Chilonatalus)에 속하는 2종의 박쥐 중 하나이다. 카리브해 북동부 바하마의 토착종이다. 1903년 밀러(Miller)가 처음 발견했다. 취약근접종으로 분류하고 있다. 보전 상태 등급의 이유는 열악한 서식지 환경때문이다.

## 개체군
암컷은 모계 집단을 형성하여 모여 살며, 새끼를 낳고 함께 돌본다. 평균 임신 기각은 약 10개월이다. 늦은 건기에 새끼를 낳고, 늦은 건기 이후에 짝짓기를 하는 것으로 추정하고 있다. 새끼는 비교적 커서, 어미 몸무게의 50%에 근접하기도 한다. 한번에 한 마리의 새끼를 낳기 때문에, 새로 낳은 새끼를 돌보는 데 어미가 전적으로 책임을 진다. 바하마깔때기귀박쥐의 개체군은 서식지 환경의 악화때문에 감소 추세를 보이고 있다.

## 의사 소통
모든 깔때기귀박쥐류는 깔때기 모양의 아주 큰 귀를 갖고 있다. 반향정위를 통해 돌아온 초음파와 침묵에 가까운 음파를 탐지한다. 귀 표면에 작은 돌기가 덮여 있으며, 이를 통해 청각 민감도를 증대시킨다. 다른 포유류가 하는 것처럼 후각과 촉각을 통해 의사 소통을 한다.

## 서식지 및 생태
바하마의 건조한 탈락성 숲에서만 서식하기 때문에 거의 잘 알려져 있지 않다. 덮고 습기가 항상 유지되는 깊은 동굴 속에서 발견된다. 활동하는 시간 동안, 울창하게 우거진 숲 주변 지역에서 곤충을 먹이로 구한다. 아주 재빠르게 날아다니는 박쥐로 표본으로 붙잡기 어렵다.

## 서식 범위
바하마깔때기귀박쥐의 서식 범위는 거의 알려져 있지 않지만, 비교적 동굴 둥지 근처에서 산다.

## 멸종 위협
바하마깔때기귀박쥐의 수명에 부정적인 영향을 미치는 요인은 2가지가 있다. 첫번째는 동굴에 제한적으로 분포하는 것이고, 두번째는 기후 변화이다.

## 보존 노력
바하마깔때기귀박쥐를 위한 주요 보존 노력은 박쥐가 살고 있는 동굴을 보호하는 것이다.